# ホセ・フェリックス・ジュニア
ホセ・フェリックス・ジュニア（Jose Felix Jr 、1992年5月5日 - ）は、メキシコの男性プロボクサー。シナロア州ロスモチス出身。相手の出ばなをくじくジャブと、試合を終わらせることが出来る左フックと右ストレートに定評がある。

## 来歴
2009年7月31日、フェリックス・ジュニアは19歳でデビューを果たし、初回に2度ダウンを奪い最後はボディショットで相手を悶絶させてカウントアウト。初回1分14秒KO勝ちで痛烈なデビューを果たした。
2010年6月18日、マキミアーノ・ガリンドと対戦したが3回にダウンを奪うも倒しきれず4回1-0(40-39、2者が39-39)の引き分けで全勝が途切れた。
2011年8月27日、アルツロ・グティエレスと対戦し初回と3回にダウンを奪うと4回に痛烈な左フックでダウンを奪いそのままストップがかかり試合終了。4回2分11秒KO勝ち。
2012年9月13日、ボブ・アラムのトップランクと契約を交わして、アメリカデビュー戦をネバダ州ラスベガスのハードロック・ホテル・アンド・カジノ内ザ・ジョイントでWBC世界フェザー級9位ルイス・クルスと対戦。フェリックス・ジュニアが4回にダウンを奪われるも、その後は巻き返し10回3-0の判定勝ちでWBCで世界ランカー入りを果たす。
2013年11月16日、サントス・ベネビデスと対戦し3回1分50秒TKO勝ち。
2014年4月12日、世界初挑戦をMGMグランドでマニー・パッキャオVSティモシー・ブラッドリー第2戦の前座でWBA世界スーパーフェザー級暫定王者ブライアン・バスケスと対戦したが、打ち合いになると引いてしまう気持ちの弱さを見せ12回0-3(2者が111-117、110-118)の判定負けでキャリア初黒星が付き王座獲得に失敗した。